# Marko Pohlin

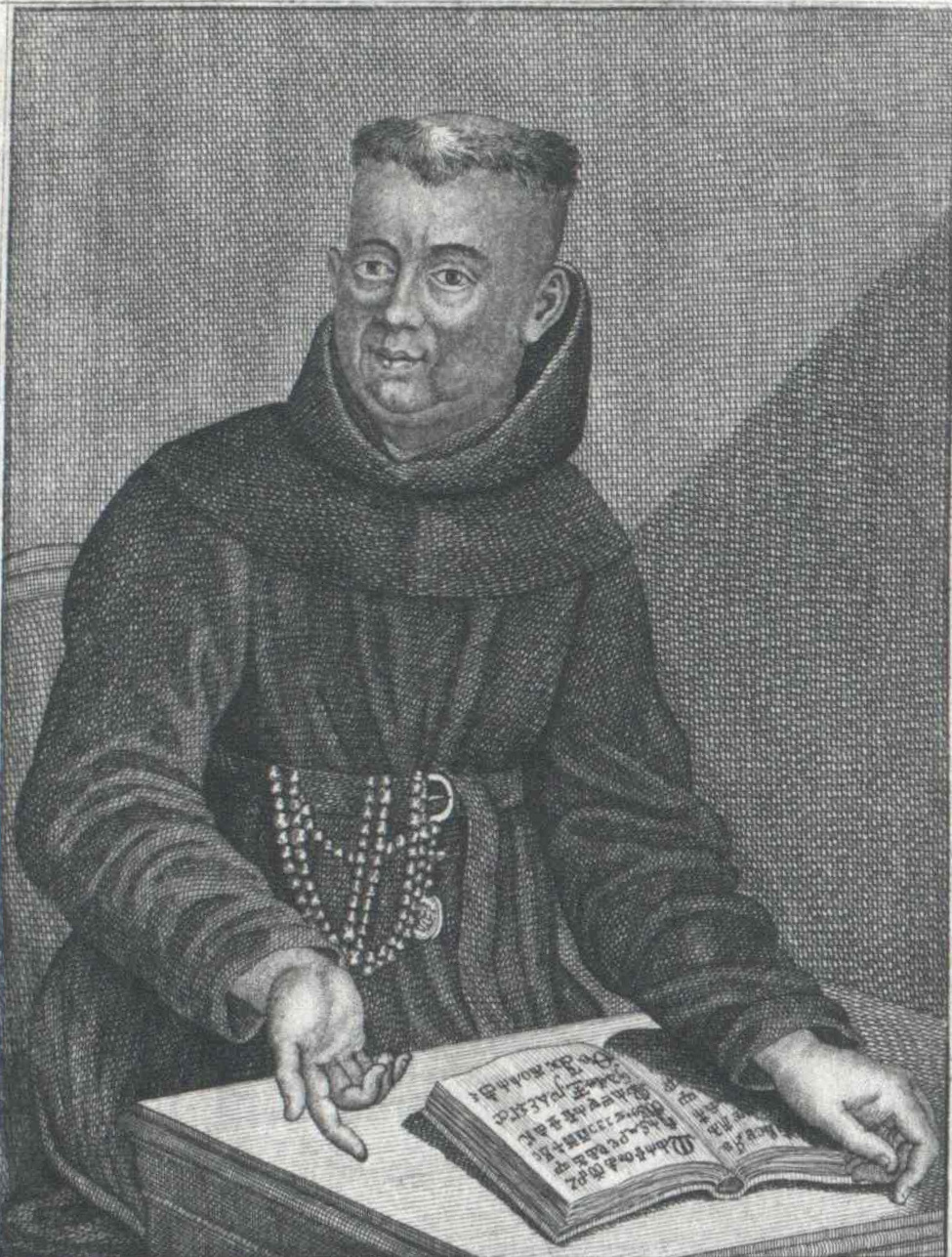
Ilustración de Marko Pohlin, 1790.

Marko Pohlin fue un monje y filólogo esloveno (Liubliana, 13 de abril de 1735–Mariabrunn, 4 de febrero de 1801).

## Biografía
Nació con el nombre de Anton Pohlin, hijo de un tabernero. Realizó estudios en el instituto de franciscanos de Novo mesto y continuó con los estudios de filosofía en el Seminario de Liubliana. Después de terminar la escolarización se unió a la Orden de San Agustín. Vivió y trabajó en tres diferentes monasterios: en Mariabrunn, en Viena, donde estudió liturgia y en Liubliana, donde fue vicario.

## Obra e ideas
Pohlin fue uno de los primeros humanistas de la Ilustración eslovena. Luchó por la introducción de la lengua eslovena en las escuelas y en las oficinas de la administración y contra la sustitución del latín por el alemán en vez de la lengua materna del pueblo. Su plan fue escribir  textos para autodidactas, textos para la afirmación y defensa de la lengua nacional, textos profanos, mejorar los textos sobre la doctrina católica y divulgar nuevas ideas sobre la lengua. Su idea se plasmó en varios textos, entre los cuales destacan Abecedika ali Plateltof za tiste, katiri se otte krajnsku brati navučiti, (Abecé para aquellos que quieran aprender a leer en lengua carniola), Dictionarium slavicum carniolicum, el diccionario eslavo-carniolo y la gramática Kraynska Grammatika, con la que modernizó la de Adam Bohorič. En su opinión la gramática y el diccionario fueron básicos para poder hablar y escribir correctamente. 
Estimuló la creación de la primera antología de poemas profanos, Pisanice (1779–1781). Uno de los capítulos de la gramática trata de la métrica y la poética porque, en su opinión, la poesía fue la prueba de que la lengua eslovena ya era lo suficientemente rica y pura como para ser reconocida y además pensaba que solo con la palabra escrita se podría conseguir la uniformidad de la escritura.
Los sucesores en lingüística eslovena rechazaron la gramática porque la obra se basaba en solucionar los problemas lingüísticos con innovaciones y no con el estudio del uso y también por su inconsecuencia en la escritura y en las reglas. De todos modos, su obra marcó la renovación y fomentó el interés por la lengua y por la cultura eslovena.    